# Carte d'identité nationale au Maroc
 (mai 2021).
Si vous disposez d'ouvrages ou d'articles de référence ou si vous connaissez des sites web de qualité traitant du thème abordé ici, merci de compléter l'article en donnant les références utiles à sa vérifiabilité et en les liant à la section « Notes et références ».
Pour les autres articles nationaux ou selon les autres juridictions, voir Carte d'identité.
La carte nationale d'identité électronique (CNIE ; f 53242 arabe : البطاقة الوطنية للتعريف الإلكترونية) est un document officiel qui permet à tout citoyen marocain de justifier de son identité et, dès lors qu'elle est en cours de validité, de sa nationalité marocaine. Elle est obligatoire pour tous les citoyens âgés de plus de 16 ans, mais elle peut être obtenue à tout âge.

## Nouvelle carte depuis 2021
Une nouvelle version de la carte d'identité est sortie en 2020, au format carte de crédit (86 × 54 mm). Sa durée de validité est de dix ans pour les citoyens âgés de douze ans ou plus, elle est de maximums sept ans pour les citoyens âgés de moins de 12 ans et doit obligatoirement être renouvelée à l'âge de 12 ans pour y inclure des données biométriques, comme les Empreintes digitales.
À partir de 2021, une nouvelle génération de carte d'identité nationale est déployée avec plusieurs nouvelles caractéristiques sophistiquées, une évolution dans le cadre de la démarche novatrice et positive, à savoir :
- La CNIE est une carte à puce sans contact qui répond aux recommandations internationales dans le domaine des documents d'identité.
- Toujours avec le même format standard ID1 (celui des cartes bancaires).
- Dispose de plusieurs niveaux de sécurité physique et logiques.
  - Puce renfermant les données figurant sur le recto et le verso de la carte, la photographie du titulaire ainsi que deux empreintes digitales sous un format crypté sécurisé.
  - Code à barres imprimé sur le verso contenant des données imprimées sur la carte.

- C'est une carte hautement sécurisée et difficilement falsifiable.
  - Les choix du matériau, entièrement en polycarbonate, pour plus de résistance et de durabilité.
  - Les nouveaux modes de lecture de la CNIE, en l'occurrence le MRZ et le NFC, permettent de lire et d’extraire les données des CNIEs d'une façon simple et automatique.
  - La CNIE comporte des certificats numériques liés à la carte et à son titulaire de manière univoque. Le citoyen dispose d’un code PIN qui lui permet un premier niveau d'authentification électronique sécurisée, afin de prouver son identité.
- C'est une carte qui simplifie les procédures administratives car elle dispense le citoyen de présenter les documents officiels suivants : l'extrait d'acte de naissance, le certificat de résidence, de vie et de nationalité. (ex. : simplification de la procédure d'établissement du passeport biométrique).

La  direction générale de la Sûreté nationale (DGSN) a mis en place un portail (https://cnie.ma) dédié aux demandeurs de la CNIE, pour préremplir la demande en ligne, prise de RDV, suivre la demande en temps réel et être informé dès que la CNIE est disponible pour le retrait.
Les autres services proposé en ligne sont disponibles à travers le portail : https://www.maroc.ma/fr/services-electroniques

## Liste alphabétique des lettres d'identification de la CNIE
Chaque code alphabétique de la liste ci-dessous correspond à une zone géographique au Maroc, ce code alphabétique est inclus au numéro national d'identité des citoyens, il est basé sur la ville de la première délivrance de l'ancienne CIN ou de la CNIE :
- A, AG, AC, AJ : Rabat
- AB, AE, AY, AS : Salé
- AD : Témara
- B,BA, BB, BE, BH, BJ, BK, BL, BM, BF , BV, BW: Casablanca
- C, CC, CD : Fès
- CB : Sefrou
- CN : Boulemane
- D, DN : Meknès
- DA : Azrou
- DB : Ifrane
- DC : Moulay Driss Zerhoun
- DJ : Ain Taoujdate
- DN : El Hajeb
- DO : Ouislane
- E, EE : Marrakech
- EA : Ben Guerir
- F : Oujda
- FA : Berkane
- FB : Taourirt
- FC : Laayoune
- FD : Aïn Beni Mathar ("Province  Jerada")
- FE : Saïdia
- FG : Figuig
- FH : Jerada
- FJ : Ahfir
- FK : Touissit
- FL : Bouârfa
- G : Kénitra
- GA : Sidi Slimane, Sidi Yahya Gharb
- GB : Souk El Arbâa du Gharb
- GK : Sidi Kacem
- GM : Ouezzane
- GN : Mechraa Belqsiri
- GJ : Jorf El Melha
- H, HH : Safi
- HA : Youssoufia
- I : Beni Mellal
- IA : Kasba Tadla
- IB : Fqih Ben Saleh
- IC : Azilal
- ID : Souk Sebt
- IE : Demnate
- J, JK : Agadir
- JA : Guelmim
- JB : Inzegane, Dcheira El Jihadia
- JC : Taroudant
- JD : Sidi Ifni
- JE : Tiznit
- JF : Tan Tan
- JH : Chtouka Aït Baha
- JM :Ait Melloul,Temsia,Lqliaa,Oulad Dahou
- JT : Ouled Teima
- JY : Tata
- JZ : Assa-Zag
- K, KB : Tanger
- KA : Assilah
- L : Tétouan
- LA : Larache
- LB : Ksar El Kebir
- LC : Chefchaouen
- LE : Martil
- LF : Fnideq
- LG : Mdiq
- M : El Jadida
- MA : Azemmour
- MC : Sidi Bennour
- MD: Zemamra
- N : Essaouira
- O, OD : Dakhla
- P : Ouarzazate
- PA : Tinghir
- PB : Zagora
- BX,  DF,  PK, PP, PY, ES: MRE (Marocains Résidents à l'Étranger)
- Q : Khouribga
- QA : Oued Zem
- QB : Bejaâd
- R : Al Hoceima
- RB : Imzouren
- RC : Targuist
- RX : Beni Bouayach
- S, SA : Nador
- SB : Zegangan
- SH : Lâayoune
- SJ : Smara
- SK : Tarfaya
- SL : Boujdour
- T : Mohammedia
- TA, TK : Benslimane
- U : Errachidia
- UA : Goulmima
- UB : Rich
- UC : Erfoud
- UD : Rissani
- V : Khenifra
- VA : Midelt, Itzer
- VM : M'rirt
- W : Settat
- WA : Berrechid
- WB : Ben Ahmed
- X : Khemisset
- XA : Tiflet
- Y : El Kelâa des Sraghna
- Z : Taza
- ZG : Guercif
- ZH : Karia Ba Mohamed
- ZT : Taounate